# Sofus Nyekjær
Huner Sofus Herman Nyekjær (* 11. November 1891 in Paamiut; † unbekannt) war ein grönländischer Landesrat.

## Leben
Sofus Nyekjær war der uneheliche Sohn des dänischen Udstedsverwalters in Narsalik Jens Sørensen Nyekjær (1861–1929) und der Grönländerin Sofie Pernille Ane Judithe Hegelund (1874–?). Sein Onkel war der Landesrat Jakob Hegelund (1871–?). Am 14. August 1915 heiratete er in Paamiut Margrethe Cecilie Eunike Johanne Olsen (1895–?). Sofus Nyekjær war Jäger in Paamiut und vertrat 1932 Elias Lauf im südgrönländischen Landesrat.